# 富讷河
富讷河（德語：Fuhne，發音：[ˈfuːnə]）是德国萨克森-安哈尔特州的河流，其在贝恩堡附近汇入萨勒河 。 